# Woodland (Wisconsin)
Woodland – miasto w Stanach Zjednoczonych, w stanie Wisconsin, w hrabstwie Sauk.